# Livro da Natureza
O Livro da Natureza é um conceito religioso e filosófico originário da Idade Média Latina que explora a relação entre religião e ciência, que vê a natureza como um livro para conhecimento e compreensão. Os primeiros teólogos, como São Paulo,  acreditavam que o Livro da Natureza era uma fonte de revelação de Deus à humanidade. Ele acreditava que, quando lido junto com as escrituras sagradas, o "livro" e o estudo das criações de Deus levariam ao conhecimento do próprio Deus. Esse tipo de revelação é frequentemente chamado de revelação geral. O conceito corresponde à crença filosófica grega primitiva de que os humanos, como parte de um universo coerente, são capazes de entender o design do mundo natural por meio da razão. Filósofos, teólogos e acadêmicos frequentemente utilizam o conceito. A frase foi usada pela primeira vez por Galileu, que usou o termo ao escrever sobre como "o livro da natureza [pode se tornar] legível e compreensível". 

## História
Desde os primeiros tempos das civilizações conhecidas, eventos no mundo natural foram expressos por meio de uma coleção de histórias relacionadas à vida cotidiana. Nos tempos antigos, acreditava-se que o mundo visível e mortal existia ao lado de um mundo superior de espíritos e deuses agindo por meio da natureza para criar um cosmos moral e natural unificado e interligado. Os humanos, vivendo em um mundo influenciado por deuses da natureza, livres e conspiradores, tentavam entender seu mundo e as ações do divino observando e interpretando corretamente fenômenos naturais, como o movimento e a posição de estrelas e planetas. Os esforços para analisar e entender as intenções divinas levaram os mortais a acreditar que a intervenção e a influência sobre atos divinos eram possíveis — seja por meio de convicções religiosas, como orações e presentes, ou por meio da magia, que dependia de feitiçaria e da manipulação da natureza para dobrar a vontade dos deuses. Os humanos acreditavam que poderiam descobrir intenções divinas por meio da observação ou manipulação do mundo natural. Assim, a humanidade teve uma razão para aprender mais sobre a natureza.
Por volta do século VI a.C., a relação da humanidade com as divindades e a natureza começou a mudar. Filósofos gregos, como Tales de Mileto, não viam mais os fenômenos naturais como resultado de deuses onipotentes. Em vez disso, as forças naturais residiam na natureza, eram parte integrante de um mundo criado, e apareciam sob certas condições que tinham pouco a ver com divindades pessoais. Os gregos acreditavam que os fenômenos naturais ocorriam por "necessidade" por meio de cadeias cruzadas de "causa" e "efeito". Os filósofos gregos, no entanto, não tinham um novo vocabulário para expressar conceitos abstratos como "necessidade" ou "causa" e, consequentemente, usaram palavras disponíveis para se referir metaforicamente à nova filosofia da natureza. Como tal, começaram a conceitualizar o mundo natural em termos mais específicos que se alinhavam com uma filosofia única que via a natureza como imanente e onde os fenómenos naturais ocorriam por necessidade. 
O conceito grego de natureza, expresso metaforicamente através do Livro da Natureza, deu origem a três tradições filosóficas que se tornaram a fonte da filosofia natural e do pensamento científico inicial. Entre as três tradições inspiradas por Platão, Aristóteles e Pitágoras, o corpus aristotélico tornou-se uma força penetrante na filosofia natural até ser desafiado no início dos tempos modernos.  A filosofia natural, que abrangia um conjunto de trabalhos cujo propósito era descrever e explicar o mundo natural, derivou sua maior autoridade na era medieval das interpretações cristãs de Aristóteles, nas quais sua filosofia natural era vista como uma doutrina destinada a explicar eventos naturais em termos de causas facilmente compreendidas.
Aristóteles concluiu que o conhecimento dos fenômenos naturais era derivado da abstração de uma consciência sensorial do mundo natural — em suma, o conhecimento era obtido através da experiência sensorial.  Um mundo construído apenas por ideias abstratas não poderia existir. Em seu raciocínio, as estruturas inerentes à natureza são reveladas por meio de um processo de abstração, o que pode resultar em princípios metafísicos que podem ser usados para explicar vários fenômenos naturais, incluindo suas causas e efeitos. Eventos sem razão identificável acontecem por acaso e estão fora dos limites da filosofia natural. A busca por explicações causais tornou-se um foco dominante na filosofia natural, cujas origens estão no Livro da Natureza, tal como concebido pelos primeiros filósofos gregos.  A influência de Aristóteles em toda a Europa durou séculos até que o Iluminismo justificou novas investigações de ideias arraigadas. 

## Cristianismo e cultura grega
Os gregos construíram uma visão do mundo natural na qual todas as referências às origens e causas mitológicas foram removidas. Os filósofos gregos inadvertidamente deixaram o mundo superior vazio ao abandonar os laços antigos com os deuses da natureza, que agem livremente e conspiram. A nova filosofia da natureza tornou irrelevantes as forças mitológicas invisíveis. Enquanto alguns filósofos se voltaram para o ateísmo, outros trabalharam dentro da nova filosofia para reconstituir o conceito de um ser divino. Consequentemente, a nova perspectiva em relação ao mundo natural inspirou a crença em uma força suprema compatível com a nova filosofia — em outras palavras, monoteísta. Entretanto, o caminho da natureza até a redescoberta de um ser divino era incerto. A crença na causalidade na natureza implicava uma cadeia infinita e interconectada de causalidade agindo sobre o mundo natural. Presume-se, no entanto, que o pensamento grego negava a existência de um mundo natural onde a causalidade fosse infinita, o que deu origem à noção de "causa primeira", na qual a ordem das outras causas deve se basear.
O primeiro contato entre o cristianismo e a cultura grega ocorreu em Atenas, no primeiro século A.C. As Escrituras Cristãs observam que, poucos anos após a crucificação de Cristo, Paulo e Silas estavam debatendo com epicuristas e estóicos no Areópago. Os teólogos cristãos viam os gregos como uma cultura pagã cujos filósofos eram obcecados pelas maravilhas do mundo material ou natural. A observação e a explicação dos fenômenos naturais tinham pouco valor para a Igreja. Consequentemente, os primeiros teólogos cristãos rejeitaram o conhecimento grego como perecível em contraste com o conhecimento real derivado das Sagradas Escrituras. Ao mesmo tempo, os Padres da Igreja lutavam com questões relativas ao mundo natural e sua criação, que refletiam as preocupações dos filósofos gregos.
Apesar da sua rejeição do pensamento pagão, os Padres da Igreja beneficiaram da dialética e da ontologia gregas ao herdarem uma linguagem técnica que poderia ajudar a expressar soluções para as suas preocupações. Como observa Peter Harrison, "Na aplicação dos princípios da filosofia pagã às matérias-primas de uma fé, cujo conteúdo foi expresso nos documentos que se tornariam o Novo Testamento, podemos discernir os primórdios da teologia cristã".  Eventualmente, os Padres da Igreja reconheceriam o valor do mundo natural porque ele fornecia um meio de decifrar a obra de Deus e adquirir o verdadeiro conhecimento Dele. Acreditava-se que Deus havia infundido no mundo material um significado simbólico que, se compreendido pelo homem, revela verdades espirituais mais elevadas. 
O que os Padres da Igreja precisavam, e não herdaram dos primeiros filósofos gregos, era um método de interpretar os significados simbólicos incorporados no mundo material. Segundo Harrison, foi o Padre da Igreja Orígenes, no século III, que aperfeiçoou um método hermenêutico que foi desenvolvido pela primeira vez pelos platônicos da escola alexandrina, pelo qual o mundo natural poderia ser persuadido a desistir de significados ocultos.
No cristianismo, os primeiros Padres da Igreja pareciam usar a ideia de um livro da natureza, librum naturae, como parte de uma teologia de dois livros: "Entre os Padres da Igreja, referências explícitas ao Livro da Natureza podem ser encontradas em São Basílio, São Gregório de Nissa, Santo Agostinho, João Cassiano, São João Crisóstomo, Efrém, o Sírio, São Máximo, o Confessor".  Santo Agostinho sugeriu que a Natureza e a Bíblia eram um conjunto de dois volumes de livros escritos por Deus e repletos de conhecimento divino.

## Redescobrindo o mundo natural
No século XII, um estudo renovado da natureza começou a surgir junto com as obras recuperadas de filósofos antigos, traduzidas do árabe para o grego original. Os escritos de Aristóteles foram vistos como alguns dos textos antigos mais importantes e tiveram uma influência notável entre os intelectuais. O interesse pelo mundo material, em conjunto com as doutrinas de Aristóteles, elevou a experiência sensorial a novos níveis de importância. Ensinamentos anteriores sobre o relacionamento entre Deus e o conhecimento do homem sobre as coisas materiais deram lugar a um mundo no qual o conhecimento do mundo material transmitia o conhecimento de Deus. Enquanto os estudiosos e teólogos outrora sustentavam uma mentalidade simbolista do mundo natural como expressão de realidades espirituais, o pensamento intelectual agora considerava a natureza como uma "entidade coerente que os sentidos poderiam investigar sistematicamente. A ideia de natureza é a de uma ordenação particular de objetos naturais, e o estudo da natureza é a investigação sistemática dessa ordem". 
A ideia de ordem na natureza implicava uma estrutura no mundo físico por meio da qual as relações entre os objetos poderiam ser definidas. De acordo com Harrison, o século XII marcou um momento importante na era cristã, quando o mundo foi investido de seus padrões de ordem — padrões baseados em redes de semelhanças entre coisas materiais, o que levou a um conhecimento pré-moderno da natureza. Acreditava-se que "Embora Deus tenha criado todas as coisas que residem no Livro da Natureza, certos objetos na natureza compartilham características semelhantes com outros objetos, o que delineia a esfera da natureza e 'estabelece os princípios sistematizadores nos quais o conhecimento do mundo natural é baseado'".  A natureza agora podia ser lida como um livro.

## O nascimento da ciência moderna
No século XVI, a discórdia entre as autoridades tradicionais estava começando a surgir. O Renascimento Europeu e o Iluminismo haviam começado, e muitas áreas da tradição e do conhecimento estavam sendo desafiadas.
Mais universidades estavam sendo construídas por toda a Europa, e a invenção da imprensa permitiu que ideias científicas e artísticas pudessem ser trocadas com mais facilidade. Filosofias antigas e escritos aceitos, como os de Galeno e Ptolomeu, foram deixados de lado, e mais teorias estavam sendo ativamente investigadas. Novas tecnologias e equipamentos, como telescópios e microscópios aprimorados, poderiam ser usados para explorar o que antes era considerado óbvio. Navios aprimorados significaram que, pela primeira vez, o globo inteiro pôde ser visitado, revelando novas maravilhas naturais nunca antes vistas.
Textos e doutrinas antigas foram contestados, o conhecimento do mundo natural era incompleto, a interpretação das Escrituras Cristãs foi desafiada e a filosofia grega — que ajudou a redigir o Livro da Natureza — e as Escrituras Cristãs foram vistas como fundamentalmente opostas. 
Nessa altura, a “Natureza” estava a deixar de ser vista como uma entidade personificada, independente e ativa para ser vista como uma máquina impessoal, tal como Kepler a descreveu como uma espécie de mecanismo de relógio. 
O Livro da Natureza estava adquirindo maior autoridade por sua sabedoria e como uma fonte imediata de conhecimento natural e divino. Investigações práticas, seja sobre o corpo humano, horticultura ou as estrelas, eram incentivadas. Como fonte de revelação, o Livro da Natureza permaneceu vinculado à fé cristã e ocupou um lugar de destaque na cultura ocidental ao lado da Bíblia. Filósofos científicos como Robert Boyle e Sir Isaac Newton acreditavam que a natureza poderia ensinar aos humanos a amplitude do trabalho que Deus havia realizado; Francis Bacon disse aos seus leitores que eles nunca poderiam ser muito versados no livro das Escrituras de Deus ou no livro da natureza de Deus. O Livro da Natureza era visto como uma forma de aprender mais sobre Deus.

## Dois livros - dois mundos?
A visão da natureza como revelação divina e a necessidade de pesquisa científica continuaram por vários séculos. Quando a palavra cientista começou a substituir o termo filósofo natural na década de 1830, os livros científicos mais comentados no Reino Unido eram os Bridgewater Treatises, de oito volumes. Esses livros, financiados pelo último conde de Bridgewater, foram escritos por homens nomeados pela Royal Society para "explorar o poder, a sabedoria e a bondade de D'us". [sic] , como se manifesta na Criação". 
Naquela época, a natureza e o divino eram vistos como paralelos. No entanto, a preocupação de que os dois livros eventualmente colidissem estava se tornando cada vez mais evidente entre acadêmicos, filósofos naturais e teólogos, que viam a possibilidade de dois mundos separados e incompatíveis — um determinado a possuir a natureza e o outro determinado a defender a fé cristã. Reagindo aos trabalhos de cientistas como Charles Darwin e Alfred Russel Wallace, alguns autores populares começaram a mostrar que a natureza pode não revelar Deus, mas pode mostrar que não existe deus algum, mas tais conclusões não decorrem das teorias da seleção natural. Na verdade, Russel Wallace foi um cientista renomado e um defensor do espiritualismo ao mesmo tempo, e acreditava firmemente que as teorias da evolução representavam um avanço em nossa compreensão do livro da natureza. Descobertas na paleontologia levaram muitos a questionar as escrituras cristãs e outras crenças divinas. Cientistas envolvidos na observação física da natureza se distanciaram das questões espirituais. Em contraste, as disciplinas emergentes da psicologia e da sociologia levaram outros a ver a crença religiosa como um passo temporário no desenvolvimento de uma sociedade, em vez de um elemento central e essencial. Em 1841, Auguste Comte propôs que a observação empírica era o ponto culminante final da sociedade humana. 